# ポール・ギンスパーグ

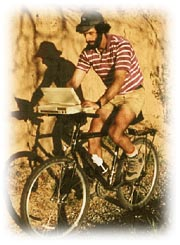
パソコンをしながら自転車に乗るポール・ギンスパーグ

ポール・ギンスパーグ（Paul Ginsparg、1956年-）はアメリカの物理学者。2001年からコーネル大学の教授（物理学、計算情報科学）。アメリカ物理学会のフェロー。プレプリントサーバーであるarXivの開発者として有名。arXivは1991年から2001年、彼がロスアラモス国立研究所のスタッフだった時期に開発された。
論文の投稿分野は場の量子論、弦理論、共形場理論、量子重力理論。

## 略歴

### 経歴
- 1977年 ハーバード大学 物理学修士
- 1981年 コーネル大学 物理学博士（素粒子物理学：理論）
- 1981年-1984年 Harvard Society of Fellows
- 1984年-1986年 ハーバード大学 アシスタントプロフェッサー（物理学）
- 1986年-1990年 ハーバード大学 准教授（物理学）
- 1990年-2001年 ロスアラモス国立研究所 技術スタッフ。arXiv開発。
- 2001年- コーネル大学教授（物理学、計算情報科学）

### 受賞歴
- Special Libraries Association より P.A.M. (physics astronomy math) Award を受賞。
- 2002年、MacArthur Fellowship 賞を受賞。
- Council of Science Editors 賞を受賞。
- Educase、ARL、CNI より Paul Evans Peters Award を受賞。

## 格言?
次の格言は、しばしばギンスパーグにその起源が帰せられる。
"The problem with the global village is all the global village idiots."
（グローバル・ヴィレッジの問題点は、全ての村民がバカだということだ）
しかしギンスパーグ自身によると、この言葉は1980年代初頭、物理学者シドニー・コールマン（Sidney Coleman）がメールへの返答のさいに用いたのが最初だと言う。そしてその10年後、世にインターネットが普及し始めたころに、ギンスパーグがメールの返信の際に上の格言を付け足すようになったのだという（このことが広くある誤解を生み出すもととなったと言う）。1996年にギンスパーグはこの件の真偽を確認すべく、コールマンに対して「この件に関する私の記憶が正しいかどうか、ぜひ教えて欲しい」とメールで質問を送った。これに対しコールマンは次のように答えた「ロズウェル事件の起源について僕が何も知らないのと同じ様に、global-village-idiotという言葉の起源についても、僕は何も知らない。」